# 캘러한 홀
캘러한 홀(영어: Calihan Hall)는 미국 미시간주 디트로이트에 위치한 실내 경기장이다. 과거 NBA 디트로이트 피스턴스의 제2홈경기장으로 사용했다.